# Robert Rochefort
Robert Rochefort (ur. 19 września 1955 w Paryżu) – francuski socjolog, ekonomista, polityk, poseł do Parlamentu Europejskiego VII i VIII kadencji.

## Życiorys
Ukończył studia w École nationale de la statistique et de l’administration économique. Początkowo kierował departamentem urzędu ubezpieczeniowego. Od 1987 do 2009 pozostawał zawodowo związany z Centre de recherche pour l'étude et l'observation des conditions de vie (CREDOC), instytutem naukowym zajmującym się obserwacją i badaniem warunków życiowych. Pełnił m.in. funkcję prezesa zarządu tej placówki. Zasiadał w licznych radach doradczych, m.in. w Conseil d'analyse économique przy francuskim premierze.
W wyborach w 2009 z listy Ruchu Demokratycznego uzyskał mandat eurodeputowanego VII kadencji. W 2014 został wybrany na kolejną kadencję Europarlamentu.
W sierpniu 2016 został zatrzymany przez funkcjonariuszy policji po tym, jak masturbował się w pobliżu dzieci w jednym ze sklepów w miejscowości Vélizy-Villacoublay.